# Parlamento Centroamericano
Parlamento Centroamericano (también conocido como Parlacen) es una institución política consagrada a la integración de los países de Centroamérica. Tiene su central en la Ciudad de Guatemala. 
El origen del Parlacen tuvo lugar el 14 de enero de 1986, durante el discurso de toma de posesión del presidente de Guatemala (1986-1990), Vinicio Cerezo, formalizando su propuesta a los países del istmo argumentando que dicho organismo fungiría como caja de resonancia política con el fin de analizar entre hermanos centroamericanos las reglas comunes de la convivencia pacífica y desarrollo de la región.
El Tratado Constitutivo del Parlamento Centroamericano y otras Instancias Políticas fue suscrito en 1987, efectuándose su primera sesión solemne el 28 de octubre de 1991 en la ciudad de Guatemala.
El Parlacen como órgano político de la región, forma parte del Sistema de la Integración Centroamericana (SICA) constituido por el Protocolo de Tegucigalpa a la Carta de la Organización de Estados Centroamericanos (Odeca), suscrito el 13 de diciembre de 1991, el cual tiene como objetivo fundamental realizar la integración y representatividad política e ideológica, en un sistema democrático pluralista que garantice elecciones libres y participativas, en condiciones de igualdad de los partidos políticos.

## Composición y países integrantes del Parlacen
El Parlacen se integra por 120 diputados nacionales electos directamente mediante sufragio universal por los ciudadanos de cada Estado miembro. Los diputados del Parlacen son electos por un período igual al período de elección de cada gobierno en cada país miembro del Parlacen. Además lo integran, los Presidentes y los Vicepresidentes o Designados a la Presidencia de la República de cada uno de los Estados Centroamericanos, al concluir su mandato, por el período que determina la Constitución de cada país.

### Estados miembros
- República de Guatemala
- República de Honduras
- República de El Salvador
- República de Nicaragua
- República Dominicana
- República de Panamá

### Estados observadores
- Estados Unidos Mexicanos
- Estado Libre Asociado de Puerto Rico
- Reino de Marruecos
- República Popular China
- República Bolivariana de Venezuela

En 2013 se firmó el acuerdo para que el Estado de Chiapas, perteneciente a México y contiguo a Guatemala, ingresara también como observador.[cita requerida]
Entre 1998 y 2010 la República Dominicana envió 22 diputados designados y a partir de 2010 la República Dominicana es miembro pleno del Parlacen con diputados electos en forma directa por sufragio universal.
Hasta el 21 de agosto de 2023, la República de China (Taiwán) era observador del parlamento pero en una reunión del pleno en Managua, propuesto por diputados de Nicaragua, se aprobó la incorporación de la República Popular China y desautorizar a Taiwán como observador.
El 31 de julio de 2025, la Asamblea Legislativa de El Salvador aprobó una reforma constitucional mediante la cual se oficializó la desvinculación del país del Parlamento Centroamericano. La medida fue adoptada como parte de una reorientación en la política exterior y regional del Estado salvadoreño, la nula vinculación de las leyes, ahorro presupuestario, y representó un giro significativo en su participación en los mecanismos de integración del istmo centroamericano. Como consecuencia de esta decisión, a partir de las elecciones legislativas de 2027, El Salvador dejará de elegir representantes para este organismo .

#### Retiro temporal de Panamá
Panamá anunció su retiro del Parlacen pero 12 diputados electos en 2009 continuaron hasta el año 2014. El Presidente del Parlacen del período 2010-2011 fue el diputado por Panamá Dorindo Cortez quién junto a otros 12 diputados electos en 2009 se mantendrían como diputados electos de Panamá hasta 2014. La Corte Centroamericana de Justicia afirmó en una resolución sobre el Tratado Constitutivo del Parlacen, que no existe mecanismo para renunciar al Parlacen, por lo que Panamá no podía salirse de ese ente parlamentario regional.
En el año 2012 la Corte Suprema de Justicia de Panamá declaró inconstitucional el decreto legislativo que permitió salir del Parlacen por lo que Panamá se reintegró.
Belice y Costa Rica no son miembros del Parlacen. En el caso de Costa Rica tanto el gobierno como prácticamente todos los partidos de oposición concuerdan en no ingresar al Parlacen ni a la Corte Centroamericana de Justicia salvo en el caso de que se realicen ciertas reformas, como eliminar la diputación automática para expresidentes y reducir los costos de mantenimiento y salarios. Costa Rica ha intentado acercarse más a Panamá y a Colombia que a Centroamérica por razones diversas, aunque una de ellas puede ser el apoyo diplomático dado por Colombia y Panamá a algunas reivindicaciones territoriales y tensiones con Nicaragua, mientras la CCJ y otros espacios de la SICA se han inclinado más a favor de Nicaragua.

## Antecedentes
En la histórica Declaración de Esquipulas I emitida por los Presidentes de los países de Centroamérica, en la ciudad de Esquipulas, República de Guatemala, el 25 de mayo de 1986, declararon: "Que es necesario crear y complementar esfuerzos de entendimiento y cooperación con mecanismos institucionales que permitan fortalecer el diálogo, el desarrollo conjunto, la democracia y el pluralismo, como elementos fundamentales para la paz en el área y para la Integración de Centroamérica. Es por ello que conviene crear el Parlamento Centroamericano. Sus integrantes serán electos libremente por sufragio universal directo, en el que se respete el principio del pluralismo político participativo. Es así como se suscribe el Tratado Constitutivo del Parlamento Centroamericano y Otras Instancias Políticas en el mes de octubre (8, 15 y 16) de 1987, por los Estados de Guatemala, El Salvador, Costa Rica, Nicaragua y Honduras, respectivamente, instrumento que cobró vigencia para los primeros tres países depositantes (Guatemala, El Salvador y Honduras) a partir del 1 de mayo de 1990. El Parlamento Centroamericano quedó oficialmente instalado el 28 de octubre de 1991 y tiene su sede en la ciudad de Guatemala, República de Guatemala.
La naturaleza jurídica del Parlacen lo define como el órgano regional y permanente de representación política y democrática del Sistema de la Integración Centroamericana (SICA), con el fin de realizar la integración centroamericana y una convivencia pacífica dentro de un marco de seguridad y bienestar social, que se fundamente en la democracia representativa y participativa, en el pluralismo y en el respeto a la legislación en materia de integración, las legislaciones nacionales y al derecho internacional.

## Objetivos
Ser el órgano de representación democrática y política de los pueblos centroamericanos y dominicano, ejerciendo las funciones parlamentarias del Sistema Comunitario de la Integración Regional, que permita lograr la unión de nuestros pueblos.
Ejercer un liderazgo eficaz y democrático entre los distintos sectores regionales, que en el marco del desarrollo sostenible coadyuve a la construcción gradual y progresiva de la Unión Centroamericana y de República Dominicana, conformando una sociedad moderna, justa y solidaria, donde se garantice la paz y el respeto a los derechos humanos.

## Atribuciones
Son atribuciones del Parlamento Centroamericano:
- Es el órgano regional y permanente de representación política y democrática con el fin fundamental de realizar la integración
- Proponer legislación en materia de integración e iniciativas de profundización de la integración, así como ejercer control parlamentario de la integración e impulsar y orientar los procesos de Integración y la más amplia cooperación entre los países centroamericanos.
- Proponer proyectos de tratados y convenios, a negociarse entre los países centroamericanos que contribuyan a la satisfacción de las necesidades del área y conocer los que proponga el SICA
- Participar en las reuniones de presidentes y de consejos de ministros del SICA
- Conocer de la elección de los ejecutivos de las instituciones del SICA y juramentarlos. Conocer los presupuestos de las instituciones de la integración y crear comisiones especiales para analizar desacuerdos entre los Estados del SICA cuando afecten la integración.
- Propiciar la convivencia pacífica y la seguridad de Centroamérica y los derechos humanos
- Promover la consolidación del sistema democrático, pluralista y participativo en los países centroamericanos, con estricto respeto al derecho internacional.
- Contribuir a fortalecer la plena vigencia del Derecho Internacional.

## Órganos del Parlacen
El Parlacen se estructura orgánicamente de la Asamblea Plenaria, de la Junta Directiva del Secretariado.

### Asamblea Plenaria
La Asamblea Plenaria es el órgano supremo del Parlamento Centroamericano y está integrada por todos los diputados y diputadas.
Además, colaboran en el desarrollo de sus tareas, las Comisiones y los Grupos Parlamentarios.
Las atribuciones de la Asamblea Plenaria son las siguientes:
- Dirigir a la Reunión de Presidentes las recomendaciones que estime pertinentes acerca de los asuntos que confronte Centroamérica en relación con la paz, la seguridad y el desarrollo de la región.
- Elegir cada año a la Junta Directiva.
- Aprobar el presupuesto del Parlamento Centroamericano.
- Considerar y decidir acerca de los informes que le presente la Junta Directiva.
- Elaborar y aprobar el Reglamento Interno del Parlamento Centroamericano y los demás reglamentos que se requieran.
- Integrar las comisiones de trabajo que considere convenientes.
- Proponer proyectos de tratados y convenios, a negociarse entre los Estados Centroamericanos que contribuyan a satisfacer las necesidades del área.
- Ratificar anualmente a las directivas de las Comisiones Permanentes del Parlamento.
- Las demás que se le asignen en este Tratado o en sus instrumentos complementarios.

#### Comisiones
Las Comisiones son instancias colegiadas cuya función es la de realizar los estudios y las investigaciones pertinentes acerca del ámbito de su competencia, así como aquellos que les sean trasladados por la Junta Directiva o la Asamblea Plenaria a fin de rendir el informe o dictamen correspondiente.
Las comisiones de trabajo del Parlamento Centroamericano se clasifican en:
Permanentes: Son las establecidas en el Reglamento Interno, con duración ilimitada, para el estudio de los asuntos propios de la naturaleza de cada comisión.
Las Comisiones Permanentes del Parlacen son las siguientes: 
1.	Comisión Política y Asuntos Partidarios;
2.	Comisión de Seguridad Ciudadana, Paz y Derechos Humanos; 
3.	Comisión de Macroeconomía y Finanzas; 
4.	Comisión de Educación, Cultura, Deporte, Ciencia y Tecnología; 
5.	Comisión de Integración, Comercio y Desarrollo Económico; 
6.	Comisión de Asuntos Agropecuarios, Pesca, Ambiente y Recursos Naturales; 
7.	Comisión de la Mujer, Niñez, Juventud y Familia; 
8.	Comisión de Desarrollo Municipal y Participación Ciudadana;
9.	Comisión de Salud, Seguridad Social, Población y Asuntos Laborales y Gremiales;
10.	Comisión de Asuntos Jurídicos e Institucionalidad Regional; 
11.	Comisión de Relaciones Internacionales y Asuntos Migratorios; 
12.	Comisión de Turismo; 
13.	Comisión de Pueblos Indígenas y Afrodescendientes; y, 
14. Delegación de EUROLAT
Extraordinarias: Serán establecidas por la Asamblea Plenaria para asuntos de especial importancia y trascendencia institucional del Parlamento Centroamericano y del proceso de integración.
Especiales: Son aquellas establecidas por la Junta Directiva, para asuntos específicos.

#### Grupos Parlamentarios
Similares a las Bancadas del Parlamento Europeo, consisten en uniones ideológicas de los partidos políticos participantes.
Los Grupos Parlamentarios son la expresión ideológica de los diputados centroamericanos y se organizan de acuerdo a la afinidad política de sus partidos.
Se conformarán mediante Acta Constitutiva que se hace del conocimiento de la Asamblea Plenaria y se inscribe ante la Junta Directiva, debiendo publicarse, lo cual compete entre otros principios ideológicos, fines políticos, órganos mínimos de dirección y un Reglamento de funcionamiento. Los actuales son:
| Grupo político                   | Posición                                               | Ideología                                                               |
| -------------------------------- | ------------------------------------------------------ | ----------------------------------------------------------------------- |
| Alianza Democrática              | Derecha                                                | Conservadurismo Neoliberalismo                                          |
| Integración Centro - Democrático | Centro (tendencias de centroderecha y centroizquierda) | Liberalismo Socialdemocracia Democracia cristiana                       |
| Izquierda Parlamentaria          | Izquierda                                              | Socialismo Socialismo del Siglo XXI Latinoamericanismo Antiimperialismo |

### Junta Directiva
Es el órgano colegiado ejecutor de las decisiones que emanen de la Asamblea Plenaria, correspondiéndole dirigir administrativamente al Parlamento Centroamericano. Puede constituirse de manera ampliada según lo regulado por el Reglamento Interno.
Es electa por la Asamblea Plenaria de entre sus miembros, funciona de manera permanente por un período de un año, y se integra de la siguiente forma:
- Un Presidente.
- Cinco Vicepresidentes.
- Seis Secretarios.

Adopta sus decisiones con el voto favorable de siete de sus integrantes y en caso de empate la Presidencia goza de voto calificado. La Presidencia se ejerce de manera rotativa, según el orden alfabético de los Estados parte, empezando por el Estado sede.
Todas sus resoluciones son apelables ante la Asamblea Plenaria. Por el carácter de Observador Especial, República Dominicana cuenta ante la Junta Directiva, con un Vicepresidente y un Secretario adjuntos.

### Secretariado
El Secretariado es el órgano técnico administrativo del Parlacen, que se estructura en tres Secretarías especializadas que tienen las funciones y atribuciones principales siguientes:
La Secretaría de Asuntos Parlamentarios tramita y da seguimiento a las decisiones que adopte el Parlacen, de lo cual informará periódicamente a la Asamblea Plenaria, le prestará asistencia técnica en todas sus actividades, así como a las comisiones. De igual manera, coordina y dirige la asesoría de las comisiones y debe asistir a la Junta Directiva Ampliada en la elaboración de la Agenda de las sesiones de Asamblea Plenaria, cuando esta lo requiera.
La Secretaría de Administración y Finanzas tiene a su cargo la administración de todas las dependencias, direcciones, departamentos y unidades administrativas, así como del personal del Parlamento Centroamericano y debe velar por la correcta administración de sus recursos.
La Secretaría del Gabinete de Junta Directiva proporciona asistencia técnica a la Junta Directiva de conformidad con las atribuciones de esta y en los temas que le fueren asignados por la misma.

## Presidentes del Parlacen
| Presidente                                  | Gobierno              | País                 |
| ------------------------------------------- | --------------------- | -------------------- |
| Roberto Carpio Nicolle                      | Oct. 1991 – Oct. 1992 | Guatemala            |
| Ilsa Díaz Zelaya                            | Oct. 1992 – Oct. 1993 | Honduras             |
| José Francisco Merino López                 | Oct. 1993 – Jul. 1994 | El Salvador          |
| Víctor Augusto Vela Mena                    | Jul. 1994 – Oct. 1994 | Guatemala            |
| Roland Valenzuela Oyuela                    | Oct. 1994 – Dic. 1995 | Honduras             |
| Raúl Zaldívar Guzmán                        | Dic. 1995 – Oct. 1996 | Honduras             |
| Ernesto Lima Mena                           | Oct. 1996 – Oct. 1997 | El Salvador          |
| Marco Antonio Solares Pérez                 | Oct. 1997 – Oct. 1998 | Guatemala            |
| Carlos Roberto Reina                        | Oct. 1998 – Oct. 1999 | Honduras             |
| José Ernesto Somarriba Sosa                 | Oct. 1999 – Oct. 2000 | Nicaragua            |
| Hugo Guiraud Gargano                        | Oct. 2000 – Oct. 2001 | Panamá               |
| Rodrigo Samayoa Rivas                       | Oct. 2001 – Oct. 2002 | El Salvador          |
| Víctor Augusto Vela Mena                    | Oct. 2002 – Oct. 2003 | Guatemala            |
| Mario Facussé Handal                        | Oct. 2003 – Oct. 2004 | Honduras             |
| Fabio Gadea Mantilla                        | Oct. 2004 – Oct. 2005 | Nicaragua            |
| Julio Enrique Palacios Sambrano             | Oct. 2005 – Oct. 2006 | Panamá               |
| Ciro Cruz Zepeda                            | Oct. 2006 – Oct. 2007 | El Salvador.         |
| Julio Guillermo González Gamarra            | Oct. 2007 – Oct. 2008 | Guatemala            |
| Gloria Guadalupe Oquelí Solórzano de Macoto | Oct. 2008 – Oct. 2009 | Honduras             |
| Jacinto José Suárez Espinoza                | Oct. 2009 - Oct. 2010 | Nicaragua            |
| Dorindo Jayan Cortez Marciaga               | Oct. 2010 - Oct. 2011 | Panamá               |
| Manolo Pichardo                             | Oct. 2011 - Oct. 2012 | República Dominicana |
| Leonel Búcaro                               | Oct. 2012 - Oct. 2013 | El Salvador          |
| Paula Rodríguez                             | Oct. 2013 - Oct. 2014 | Guatemala            |
| Armando Bardales                            | Oct. 2014 - Oct. 2015 | Honduras             |
| José Antonio Alvarado Correa                | Oct. 2015 - Oct. 2016 | Nicaragua            |
| Priscilla Weeden de Miró                    | Oct. 2016 - Oct. 2017 | Panamá               |
| Tony Raful Tejada                           | Oct. 2017 - Oct. 2018 | República Dominicana |
| Irma Segunda Amaya Echeverría               | Oct. 2018 - Oct. 2019 | El Salvador          |
| Juan Alfonso Fuentes Soria                  | Oct. 2019 - Ene. 2020 | Guatemala            |
| Nadia de León Torres                        | Ene. 2020 - Oct. 2020 | Guatemala            |
| Fanny Carolina Salinas Fernández            | Oct. 2020 - Oct.2021  | Honduras             |
| Guillermo Daniel Ortega Reyes               | Oct. 2021 - Oct.2022  | Nicaragua            |
| Amado Cerrud Acevedo                        | Oct. 2022 - Oct. 2023 | Panama               |
| Silvia García Polanco                       | Oct. 2023 - Oct. 2024 | República Dominicana |
| Carlos Hernández Castillo                   | Oct. 2024 - Oct. 2025 | El Salvador          |

## Integración de Costa Rica
Las relaciones de Costa Rica respecto al Parlacen y el proceso de integración centroamericano han sido históricamente ambiguas y en algunos casos contradictorias. Actualmente Costa Rica es miembro del Sistema de Integración Centroamericana pero no es miembro del Parlamento Centroamericano ni de la Corte Centroamericana de Justicia.
Desde la fundación del Parlacen y a pesar de que el Acuerdo de Esquipulas que puso fin a la guerra en Centroamérica fue negociado por la mediación de Óscar Arias (que le valió el Premio Nobel de la Paz), Costa Rica no ingresó al Parlamento Centroamericano siendo el único país centroamericano en no hacerlo junto con Belice.
El presidente del Parlacen, el dominicano Manolo Pichardo, visitó Costa Rica junto a una delegación de diputados centroamericanos en el 2011 para instar el ingreso de Costa Rica al Parlacen, reuniéndose con la presidenta y los dirigentes de los principales partidos políticos del país, así mismo la delegación fue recibida por la Comisión de Internacionales de la Asamblea Legislativa. No obstante tanto el gobierno de Laura Chinchilla como el entonces presidente de la Asamblea, Juan Carlos Mendoza (del Partido Acción Ciudadana, entonces primera fuerza de oposición), reiteraron que Costa Rica no debe pertenecer al Parlacen.
Costa Rica además ha buscado un proceso de acercamiento e integración, que algunos tachan de paralelo, con Panamá y Colombia desde la presidencia de Óscar Arias
Las relaciones diplomáticas entre Costa Rica y Nicaragua se deterioraron bajo la administración Chinchilla y Ortega debido a disputas territoriales como el caso del reclamo nicaragüense sobre Isla Calero, que fue objeto de disputa ante instancias internacionales y el dictamen de la Corte Centroamericana de Justicia contra Costa Rica donde aduce que este país debe detener la carretera fronteriza por daños al medio ambiente. Dictamen que fue rechazado por el gobierno costarricense, entre otras cosas, argumentando que Costa Rica no pertenece a la CCJ y no reconoce su autoridad.
A la inversa, tanto Panamá como Colombia han respaldado a Costa Rica en ambas situaciones. Sobre el tema manifestó el canciller de Panamá Roberto Henríquez«Panamá se siente plenamente identificada con los planteamientos hechos por la República de Costa Rica, puesto que tampoco reconoce la jurisdicción y competencias de la Corte Centroamericana de Justicia».
El dictamen de la CCJ y el posterior pronunciamiento del Parlacen a favor de que Costa Rica acepte dicho dictamen enfriaron las relaciones de Costa Rica con el Parlacen. Si bien las relaciones Costa Rica-Panamá han sido cordiales desde hace muchas décadas, el tema también acercó a ambos países. Panamá intentó fallidamente salirse del Parlacen.
Cabe destacar que Costa Rica (junto con Honduras) también ha apoyado a Colombia en sus propios reclamos diplomáticos territoriales con Nicaragua
La negociación del Tratado Libre de Comercio entre la Unión Europea y Centroamérica es otro tema complejo. Una de las exigencias de Europa para el mismo es la integración centroamericana y el ingreso de Costa Rica al Parlacen, cosa que el país rechaza enfáticamente e incluso desea hacer hincapié en que se incluya a Panamá (que no es miembro del SICA) en la negociación.
El ingreso al Parlacen es extremadamente impopular en Costa Rica. Prácticamente ningún partido se ha manifestado a favor de su ingreso y el organismo ha recibido fuertes críticas de Óscar Arias (expresidente y figura prominente en el PLN, primera fuerza de oposición), Ottón Solís (excandidato presidencial y figura importante del oficialista PAC) y otras figuras políticas. Entre las críticas principales se incluye el hecho de que sus resoluciones no son vinculantes, de que no representa una verdadera integración, de que los salarios de los diputados son demasiado altos, de que el alto gasto que implica su sostenimiento no es recuperado al no ser vinculantes sus decisiones y de que el nombramiento de los expresidentes centroamericanos como diputados al terminar su periodo (con el alto salario y la inmunidad que implica) se presta para la corrupción. Las reformas que se han pedido al respecto como exigencia para ingresar al Parlacén han sido, entre otras, eliminar el cargo de diputados para expresidentes.

## Controversias
En enero de 2013, los diputados decidieron incrementarse los gastos de representación en USD$1000, según lo aceptaron los mismos legisladores. Tomando como base ese incremento, sus ingresos alcanzaron  los USD$5000 mensuales.

### Centro de impunidad
Son varias las veces que se ha interpretado a este organismo como un centro para procurar impunidad para sus integrantes:
El 14 de enero de 2020 hubo cambio de gobierno en Guatemala, a partir de ese día Jimmy Morales junto a su vicepresidente Jafeth Cabrera tenían derecho a ocupar una curul en el organismo. Debido a la fuerte persecución penal que el Ministerio Público y el fiscal Juan Francisco Sandoval ejercía sobre personalidades políticas en ese momento y ante varias solicitudes de retiro de inmunidad a las que fue expuesto durante la gestión de Thelma Aldana e Iván Velásquez, se rumoreó que Morales podía ser capturado al dejar el cargo de presidente ante un supuesto caso de financiamiento no registrado de su partido. Ese día fue convocada una reunión plenaria a un horario de la tarde para juramentar a Morales y Cabrera junto a los otros 20 diputados electos en 2019, sin embargo, aparecieron decenas de manifestantes que bloquearon las afueras del edificio haciéndose imposible ingresar al recinto y se tuvo que trasladar las sesión a un hotel privado cercano a las 20:30 horas los manifestantes se trasladaron al lugar e ingresaron al lobby, finalmente a las 23:24 horas inició la sesión plenaria donde Morales y Cabrera fueron juramentados.
En julio de 2020 se conoció en Guatemala la captura de Ricardo Alberto y Luis Enrique Martinelli Linares, hijos de Ricardo Martinelli, quienes tenían una orden internacional de arresto y solicitud de extradición a Estados Unidos por lavado de activos. Días después se conoció que el Parlacen intentaba juramentarlos como diputados suplentes ante una solicitud que ellos habían hecho anteriormente, después de la polémica generada fueron entregados a la justicia estadounidense donde fueron condenados por lavado de US$28 millones producto de sobornos de Odebrecht en 2022. En enero de 2023 fueron entregados a Panamá donde la justicia los requería. En agosto de 2023 fueron juramentados en una sesión «virtual» en Nicaragua pese a tener juicio pendiente en Panamá.
El 28 de enero de 2022 el expresidente hondureño Juan Orlando Hernández fue juramentado de forma «virtual», muchos interpretaron que buscaba obtener inmunidad de parte de este organismo ante los señalamientos de narcotráfico que tenía en Estados Unidos, sin embargo la inmunidad para diputados del Parlacen es la misma que tienen los legisladores nacionales del país que representan y en Honduras no existe la inmunidad para legisladores.